# 諾伍德鎮區 (密蘇里州聖路易斯縣)
諾伍德鎮區（英語：Norwood Township）是位於美國密蘇里州聖路易斯縣的一個行政鎮區。

## 地方資料
諾伍德鎮區的面積為21.52平方千米，當中陸地面積為21.49平方千米，而水域面積為0.02平方千米。根據2020年美國人口普查的數據，當地共有人口29049人，而人口密度為每平方千米1,349.86人。